# Pevski zbor
Pevski zbor je vokalna glasbena skupina v kateri posamezni part izvaja več pevcev (vsaj dva ali trije). Spodnja meja številčnosti je približno 12 pevcev. Pevski glasovi, ki sestavljajo to skupino, so lahko otroški, moški, ženski, v preteklosti pa so prepevali tudi kastrati s svojo značilno barvo pevskega glasu. Zelo znan je zbor dunajskih pojočih dečkov (Wiener Sängerknaben), katerega je ustanovil dunajski škof, skladatelj in zborovodja Jurij Slatkonja, po rodu Slovenec, leta 1498. 
V ožjem smislu med zbore ne štejemo manjših vokalnih skupin, kot so: duet (dva pevca), trio ali tercet (trije pevci), kvartet (štirje pevci), kvintet (pet pevcev), sekstet (šest pevcev) in oktet (osem pevcev).

## Delitev
Glede na barvo glasu ločimo:
- moški pevski zbor (MoPZ)
- ženski pevski zbor (ŽPZ)
- mešani pevski zbor (MePZ) - sestavljajo ga moški in ženski ali otroški glasovi
- mladinski pevski zbor (MPZ) - sestavljajo ga mladi moški in ženski glasovi
- otroški pevski zbor (OPZ)

Zbore lahko delimo še glede na:
- velikost zasedbe - komorni pevski zbor (KPZ)
- glede na izobrazbo pevcev - akademski pevski zbor (APZ)
- glede na tematiko pevskega repertoarja - partizanski pevski zbor (PPZ)

## Veščine katere zahteva petje v zboru
Za uspešno petje v zboru in izvedbo pesmi potrebujemo sledeče veščine:
- Petje melodije po delih pesmi in vrsti glasu,
- Spremljanje lastnega petja in opažanje napak,
- Spremljanje in kontroliranje jakosti glasu,
- Pevec se mora zliti z zborom in ne sme peti kot solist,
- Pevec potrebuje zmožnost hitrega branja in učenja melodije,
- Pevec potrebuje točno branje in izgovorjavo v jeziku, v katerem poje,
- Pevec mora razumeti smisel teksta- (zborovodja mora razložiti vsebino petega dela),
- Pevec si mora zapomniti melodijo in kar najbolj pozorno spremljati zborovodjo/zborovodkinjo ali dirigenta/dirigentko,
- Pevec potrebuje visok nivo mentalne in slušne pozornosti.
- Pevec mora biti sprejemljiv za navodila drugih, tudi če se sam kot pevec z njimi ne strinja, zaradi usklajenosti zbora.

## Pevske vaje zbora
Amaterski pevski zbori imajo redne vaje enkrat do dvakrat tedensko po dve, včasih tudi tri učne ure tedensko. Dobri pevski zbori z zahtevnim pevskim programom potrebujejo še več učnih ur in dni vaj v tednu. Vaje zbora običajno vsebujejo sledeče:
- Razgibalne in relaksacijske vaje,
- Dihalne vaje,
- Intonacijske vaje,
- Ritmične čutne vaje,
- Vaje za lepo petje,
- Priučitev nove pesmi,
- Diskusija o vsebini in besedilu pesmi.

Zborovodja mora izbrati metodo dela za učenje pesmi že pri izboru pesmi in jo uporabljati vse do pevskega nastopa. Metoda dela mora upoštevati sledeče:
- Dobra metoda mora vsbovati najkrajši učni postopek,
- Dobra metoda mora upoštevati individualnost učencev,
- Dobra metoda mora upoštevati hkrati vzgojno in učno stran,
- Metoda naj bo nazorna in očitna,
- Dobra metoda je postopnost od lažjega k težjemu, od poznanega k nepoznanemu, od bližnjega k daljnemu, od konkretnega k abstraktnemu,
- Znanje pevcev mora ostati trajno,
- Zborovodja mora poskrbeti za notranjo razvrstitev glasov v zboru, od te je odvisno medsebojno slišanje, to je pogoj za čisto intonacijo, zlivanje glasov, za premostitev težkih intonacijskih in ritmičnih mest, paziti mora pri postavjanju sedežnega reda ter koncertni postavitvi na odru.[1]